# 燃える日々
「燃える日々」（もえるひび）は、松山千春が1985年11月10日にリリースした20枚目のシングルである。

## 解説
- オリコンでBEST30にランクインした。

## 収録曲
| 全作詞・作曲: 松山千春。 |                |           |            |          |      |
| #                        | タイトル       | 作詞      | 作曲・編曲 | 編曲     | 時間 |
| 1.                       | 「燃える日々」 | 松山千春  | 松山千春   | 飛澤宏元 | 5:02 |
| 2.                       | 「あふれる愛」 | 松山千春  | 松山千春   | 戸塚修   | 4:21 |
| 合計時間:                | 合計時間:      | 合計時間: | 9:23       |          |      |